# Step Up (film)
A Step Up 2006-ban bemutatott amerikai romantikus-táncos film, melyet Anne Fletcher rendezett Duane Adler és Melissa Rosenberg forgatókönyve, valamint Adler története alapján. A főszerepben Channing Tatum, Jenna Dewan, Mario, Drew Sidora, Damaine Radcliff és Rachel Griffiths látható.
A filmet az Amerikai Egyesült Államokban 2006. augusztus 11-én mutatták be a mozikban a Touchstone Pictures és a Summit Entertainment forgalmazásában. A film többnyire negatív kritikákat kapott a kritikusoktól, azonban kasszasiker lett; világszerte 114,2 millió dolláros bevételt hozott a 12 millió dolláros költségvetésével szemben.
A filmnek négy további folytatása és egy tévésorozatot tartalmazó franchise készült.

## Cselekmény
A főszereplő Tyler Gage hazafelé tart két barátjával egy buliról. Útközben betörnek a marylandi művészeti iskolába, ahol jelentős anyagi károkat okoznak az iskola színházában. Rájuk nyit a biztonsági őr. Tyler két társa megmenekül, de őt elkapják. A bíróság 200 óra közmunkára ítéli, amit az iskolában kell ledolgoznia. Ott találkozik Nora Clarkkal, aki az iskola egyik tanulója. Nora a végzősök előadására készül, de a táncpartnere bokája kificamodott. Noranak nagyon fontos lenne ez az előadás, mert táncos pályán képzeli el a jövőjét. Nora új táncpartnert keres, ezért válogatást tart, de egyik táncost sem tartja elég jónak. Az ott dolgozó Tyler tanúja a válogatásnak. Tyler felajánlja a segítségét, de a lány először visszautasítja. Később mikor látja, hogy a fiú milyen jól táncol, elfogadja a segítségét. Tyler összeismerkedik az egyik zenésszel Miles-szal, aki az előadásra készíti majd a zenét. Egyik nap Nora elviszi Tylert egy különleges helyre, egy stégre, ami nagyon fontos szerepet töltött be az ő életében. Elmondja neki, hogy ezt a formációt mindig sok táncossal képzelte el. Tyler szerint az iskolában kellene táncosokat keresnie. A fiú válogatást tart és táncosokat gyűjt az előadáshoz. Nora szakít a barátjával, amiért kihagyta Miles-t a készülő lemeze munkálataiból. Tyler látásmódja megváltozik, jó útra tér és szeretne átiratkozni a Maryland-i iskolába, hogy ott fejezze be tanulmányait. Nora és Tyler között romantikus kapcsolat kezd kialakulni. Elérkezik az előadás napja és teljes sikert aratnak. Nora megkapja az ösztöndíjat, Tyler pedig bekerül az iskolába.

## Szereplők
| Szerep            | Színész             | Magyar hang           |
| ----------------- | ------------------- | --------------------- |
| Tyler Gage        | Channing Tatum      | Király Attila         |
| Nora Clark        | Jenna Dewan         | Vadász Bea            |
| Lucy Avila        | Drew Sidora         | Haumann Petra         |
| Gordon igazgatónő | Rachel Griffiths    | Hámori Eszter         |
| Miles Darby       | Mario               | Kolovratnik Krisztián |
| Katherine Clark   | Deirdre Lovejoy     | Szórádi Erika         |
| PJ                | DeLon Howell        |                       |
| Andrew            | Tim Lacatena        | Kossuth Gábor         |
| Jenny             | Jeannie Ortega      |                       |
| Mac Carter        | Damaine Radcliff    | Bognár Tamás          |
| Skinny Carter     | De'Shawn Washington | Hamvas Dániel         |
| Brett Dolan       | Josh Henderson      | Markovics Tamás       |
| Camille           | Alyson Stoner       | Talmács Márta         |
| Omar              | Heavy D             | Faragó András         |
| Lena Freeman      | Jane Beard          | Molnár Zsuzsa         |
| Bill Freeman      | Richard Pelzman     | Várday Zoltán         |
| Mac anyja         | Carlyncia S. Peck   | Hirling Judit         |
| Malcolm           | Isaiah Washington   | Penke Bence           |

## Díjak, jelölések
| Év   | Díj                | Kategória                                | Jelölt                     | Eredmény |
| ---- | ------------------ | ---------------------------------------- | -------------------------- | -------- |
| 2007 | Teen Choice Award  | Choice Movie: Dance                      | Jenna Dewan Channing Tatum | Elnyerte |
| 2007 | Teen Choice Award  | Choice Movie Actor: Drama                | Channing Tatum             | Jelölve  |
| 2007 | Teen Choice Award  | Choice Movie: Drama                      |                            | Jelölve  |
| 2007 | Young Artist Award | Legjobb film – Fiatal női mellékszereplő | Alyson Stoner              | Jelölve  |

## Filmzene
- Josh Henderson és Ben Davis – Philosophy
- Petey Pablo – Show Me the Money
- Nuttin But Stringz – Canon in D
- Black Sheep – The Choice is Yours (Revisited)
- The Clipse – Ain't Cha
- Mark Ronson – Little Dap
- Shilo Monaco – Shilo's Piano
- T.I. – Get It
- Neff-U – Cleaning Song
- Fatboy Slim feat. Macy Gray – Love Life
- Deep Side – Lovely
- Chris N Drop – Crazy Strings
- Dolla – Feelin' Myself
- C Ride feat. Dre – Pushin'
- Kathleen Crees – Violette
- Chris Brown – Say Goodbye
- Gia Farrell, Jeannie Ortega, Robyn Norris és Blaire Reinhard – Maidens of the Grove
- Samantha Jade – Step Up
- Kelis – 80's Joint
- Kwame – Tonight
- Gina Rene – U Must Be
- Novel – Damn
- Jamie Scott – Made
- Anthony Hamilton – Dear Life
- Sean Paul feat. Keyshia Cole – (When You Gonna) Give It Up to Me
- Pibull feat. Lil Jon – Toma
- Rhymefest – What Up!
- Drew Sidora – 'Til Dawn
- Alias – Attention Please
- Youngbloodz – Imma Shine
- Drew Sidora feat. Mario – For the Love
- Studio Musicians – Swan Lake – Waltz
- Kwame – 'Bout It
- Ciara feat. Chamillionaire – Get Up

## Érdekességek
- A film eredeti címe Music High lett volna.